# Hiroshi Minami (Musiker)
Hiroshi Minami (jap. 南 博, Minami Hiroshi, * 15. Mai 1960 in der Präfektur Tokio) ist ein japanischer Jazzmusiker (Piano).
Hiroshi Minami lernte zunächst klassisches Klavier an der zur Nihon-Universität gehörigen Musikoberschule Tsurugaoka, wo er erstmals mit der Musik von Bands wie den Beatles und The Who in Kontakt kam; unter dem Eindruck der Musik von Keith Jarrett kam er zum Jazz. Nach seinem Schulabschluss 1979 begann er ein Schlaginstrumente-Studium an der Musikhochschule Tokio, das er 1986 abschloss. Nach einem Studium am Berklee College of Music von 1988 bis 1991 in Boston, wo er unter anderem bei Christian Jacob, Steve Kuhn und Alex Uranovsky studierte, machte er in Europa Erfahrungen mit Musikern wie Kasper Tranberg oder Branford Marsalis, mit dem er 1990 drei Stücke auf dem Kompilationsalbum Now’s the Time Workshop einspielte. Ab den 1980er-Jahren arbeitete er in der japanischen Jazzszene. Bei einem New-York-Aufenthalt spielte er 1991 mit Dan Greenspan (Bass) und Jim Black (Schlagzeug) sein Debütalbum Message for Parlienna ein, das beim Label Extraplatte erschien. Für dieses tourte er 1992 auch durch 12 deutsche Städte. In den 90er-Jahren spielte er außerdem mit Chie Ayado und in Kopenhagen mit Kasper Tranberg (Yakuza Zhuffle (1997, u. a. mit Jakob Dinesen)). In den 2000er-Jahren gehörte er der Formation Bozo (mit Kent Tsugami, Hiroaki Mizutani und Akira Sotoyoama) an.
Minami leitete in den 2000er-Jahren ein Jazztrio mit Masato Suzuki und Yasuhiro Yoshigaki. 2005 veröffentlichte er das Album Touches & Velets (Indie), gefolgt von Elegy (3D, 2006). Mit dem Saxophonisten Naruyoshi Kikuchi legte Minami 2009 das Album Flowers and Water (EWE) vor. Mit Daiki Yasukagawa und Akira Sotoyama spielte Minami um 2010 das Trio-Album Songs ein.
Der Pianist ist nicht mit dem gleichnamigen Flügelhornisten zu verwechseln, der bei Bingo Miki & Inner Galaxy Orchestra sowie mit Kazumi Watanabe spielte.